# Осада Севера
«Осада Севера» (англ. The Siege of the North) — девятнадцатый и двадцатый эпизод первого сезона американского мультсериала «Аватар: Легенда об Аанге».

## Сюжет

### Часть 1
Катара практикует магию воды, побеждая всех учеников мастера Пакку, за что он хвалит её. Аанг же веселится. Сокка общается с принцессой Юи, а затем катает её на Аппе. В небе они замечают сажу, смешавшуюся со снегом, и Сокка понимает, что приближаются корабли нации Огня. Адмирал Джао общается с Айро и говорит ему, чтобы тот велел капитану готовиться к атаке. Дядя встречается с племянником Зуко, который обдумывает свой план. Юи говорит Сокке, что им больше нельзя встречаться, так как она помолвлена, хотя он и нравится ей, а жених — нет, но она должна исполнить свой долг. Вождь ищет добровольцев для опасного задания, и тогда Сокка решается пойти на него. Корабли народа Огня наступают и атакуют город огненными шарами. Аанг летит на Аппе и уничтожает один из кораблей, который затем замораживают маги воды. При подготовке к миссии по проникновению на корабли нации Огня под прикрытием Сокка говорит, что добытая форма устарела, и вождь просит его рассказать побольше Хану, командиру операции. Они сразу не ладят, а после Сокка узнаёт, что Хан — жених Юи.
Вечером Айро советует Джао остановить атаку, потому что ночью маги воды становятся сильнее из-за луны. Аанг переживает, что не справится. Зуко собирается ловить Аватара, покидая судно на шлюпке, и дядя прощается с ним, переживая за племянника, так как после смерти сына Зуко стал для Айро таковым. Сокка и Хан ругаются из-за Юи и дерутся. Вождь отстраняет Сокку от задания. Зуко плывёт к городу северного племени Воды и следует за тюленями, плывущими по подводным тоннелям. Юи рассказывает Аангу и Катаре о мощи духов луны и океана, и Аватар решает связаться с ними. Принцесса отводит его в райский уголок, где сосредоточивается энергия духов. Зуко всё ближе пробирается к городу. Вождь говорит Сокке, что снял его с миссии, чтобы тот защищал его дочь, принцессу Юи. Зуко наконец попадает в город. Аанг проникает в мир духов, видя, что рыбки из пруда кружатся, олицетворяя Инь и Ян. К ним приходит Зуко и сражается с Катарой. Она замораживает принца, но когда восходит солнце, Зуко становится сильнее и побеждает её, забирая Аватара. Джао снова атакует северное племя Воды, а Катара рассказывает Сокке и Юи о случившемся. Зуко уносит Аанга через снежную метель.

### Часть 2
Катара, Сокка и Юи отправляются искать Аанга. Зуко тащит его через бурю, пока Аанг в мире духов пытается найти духов луны и океана, но встречает Року. Из-за сильного бурана Зуко укрывается с Аватаром в пещере. Року рассказывает Аангу, что ему нужно поговорить с Коу, но предостерегает, чтобы Аватар не проявлял чувств и эмоций, иначе коварный дух украдёт его лицо. Команда продолжает искать Аанга. Сталкиваясь с трудностями, Зуко вспоминает слова отца, что его сестра родилась везучей, а принцу повезло, что он родился. Но он не боится препятствий, став сильным из-за них. Племя Воды весьма успешно отбивает атаку нации Огня, и Джао рассказывает Айро, что узнал в библиотеке о физической форме духа луны, собираясь уничтожить его, чтобы убрать луну с неба. Айро предупреждает его об опасности такого поступка, но Джао это не волнует. В тот момент на их судно проник Хан, но адмирал быстро сбросил его с корабля. Аанг приходит к жилищу духа Коу и видит безликую обезьяну, пугаясь её. Войдя внутрь, он встречает духа и не проявляет эмоций. Коу рассказывает, что в прошлом Аватар пытался убить его за то, что дух украл лицо его возлюбленной, но не обижен из-за давних событий, тем более, что перед ним другой человек. Катара, Сокка и Юи продолжают поиски. Аанг расспрашивает Коу о духах луны и океана, и тот говорит ему о Туи и Ла, которые всё время находятся в равновесии как Инь и Ян. Аватар вспоминает рыб в пруду и понимает, что это духи, и они в опасности. Року отправляет Аанга на Хей Бае обратно. Племя Воды справляется с солдатами Огня.
Хей Бай возвращает духовное воплощение Аанга в мир людей, но он не видит своё тело и летит к нему. Друзья замечают его и направляются к пещере. Вернувшись в своё тело, Аватар убегает от Зуко, но тот догоняет его. Прибывает команда, и Катара быстро побеждает Зуко. Аанг не бросает принца замерзать в метели и берёт его с собой. Джао находит оазис и ловит духа луны, после чего весь мир погружается в красноту. Люди Огня начинают одерживать верх над ослабевшим племенем Воды. Юи становится плохо, потому что дух луны наделил её жизненной энергией, когда та была маленькой и больной и должна была умереть. Джао злорадствует победе, и прибывает Аанг с командой. Аватар предупреждает адмирала, что лишение луны навредит абсолютно всем, и что Джао понятия не имеет, какой хаос настанет из-за этого. Приходит Айро и подтверждает слова Аанга, предупредив адмирала, что если он хоть что-то сделает с духом луны, то он отплатит ему десятикратно. Джао сначала отпускает духа луны, но потом все равно убивает его. Айро сдержал своё слово и предал адмирала, побеждая всех его людей, сам же Джао убегает. Мир погружается в серый цвет, но Аанг входит в состояние Аватара и соединяется с духом океана, превращаясь в мощного духа. Он гонит людей Огня, а Зуко сталкивается с Джао, обвиняя адмирала в попытке убийства. Тот удивляется, что Зуко жив, и в свою очередь называет принца Синей маской, врагом нации Огня. Они начинают сражаться. Айро говорит, что Юи может воскресить духа, отдав свою жизнь, но Сокка просит этого не делать. Однако принцесса возвращает свой долг духу луны. Аанг продолжает биться с нацией Огня. Юи превращается в духа, целует Сокку и улетает. Луна возвращается. Аватар прогоняет людей Огня и приходит в норму. Джао в шоке, и дух океана хватает его. Зуко пытается спасти адмирала, но не выходит, и он тонет. После битвы учитель Пакку собирается на Южный полюс, говоря, что теперь Катара — учитель магии воды Аанга. Вождь гордится своей дочкой, но в то же время горюет. Зуко оставляет попытки поймать Аватара и уплывает с дядей. Команда Аватара радуется победе и собирается в дорогу. Хозяин Огня Озай говорит своей дочери Азуле о предательстве Айро и неудаче Зуко, отправляя её на задание.

## Отзывы

Динамика оценок IGN к эпизодам 1 сезона мультсериала

Тори Айрленд Мелл из IGN поставил первой части оценку 8,4 из 10 и написал, что «это был довольно солидный эпизод с множеством экшна и большим количеством предыстории, особенно про Зуко и дядю Айро». Критик отметил, что «финальный клиффхэнгер был великолепен, когда Зуко выносил тело Аанга в холодную бурю». Второй части рецензент дал оценку 9,3 из 10 и похвалил финал сезона. Мелл посчитал, что «все бои были поставлены фантастически». Критик написал, что «самой шокирующей частью этого эпизода была смерть духа луны», назвав её «приятным и настоящим сюрпризом». Он не думал, что Джао убьёт духа, а полагал, что Аанг или Айро спасут его. Рецензенту также понравилось, что Аватар не бросил Зуко помирать на буране.
Хайден Чайлдс из The A.V. Club подметил в начале рост Катары как мага воды. Он также написал про монолог Зуко во второй части. Рецензента заинтриговали финальные кадры, в которых Озай поручает своей дочке задание, и критик хочет узнать, что будет дальше.
Screen Rant и CBR поставили первую часть на 2 место в топе лучших эпизодов 1 сезона мультсериала по версии IMDb, а вторую часть — на 1 место в том же списке.